# Sugar, We're Goin Down
Sugar, We're Goin Down è il quarto singolo del gruppo musicale Fall Out Boy, estratto dal loro secondo album From Under the Cork Tree e pubblicato il 12 aprile 2005.
Sono stati pubblicati due tipi di CD con due diversi Lati B: La parte I con una copertina verde e la parte II con una copertina rossa. Nel 2005, Il brano ha raggiunto la posizione numero 8 della Billboard Hot 100, diventando così il primo brano del gruppo a piazzarsi in una Top 10 ed esponendo il gruppo ad un nuovo pubblico. Ha trascorso cinque settimane nella Top 10 e venti settimane nella Top 20. Blender ha classificato il brano nella posizione numero 4 nella classifica "100 Greatest Songs of 2005" e About.com l'ha posizionato nella posizione numero 3 nella classifica "Top 100 Pop Songs of 2005".  È stato anche nominato per il Kerrang! Award per il miglior singolo del 2006, vincendo invece, nello stesso evento, il Kerrang! Award per il miglior video musicale.
Nel luglio del 2009 fu la prima canzone del gruppo a raggiungere le due milioni di copie vendute venendo premiata con il doppio disco di platino dalla Recording Industry Association of America. Il 22 luglio 2013 è stato premiato anche con un disco d'argento consegnato dalla British Phonographic Industry.
Il brano è presente nei videogiochi Lips (Come contenuto scaricabile), Karaoke Revolution e Band Hero. Fa parte della colonna sonora del film The Fog - Nebbia assassina del 2005.
È stato anche incluso nella raccolta del 2009 dei Fall Out Boy Believers Never Die: Greatest Hits e quella del 2012 Icon.

## Video
Il Video musicale, diretto da Matt Lenski, mostra le vicende di un ragazzo con le corna. Il ragazzo-renna (interpretato da Donald Cumming dei The Virgins), socialmente emarginato, è innamorato di una ragazza del quartiere, ma il padre (interpretato da Gerald McRaney) di lei disapprova quest'amore. Il ragazzo, affranto, tenta di tagliarsi le corna ma viene fermato proprio dalla ragazza di cui è innamorato. Dopo di che, il padre tenta di uccidere il ragazzo, ma viene investito da una macchina prima che possa scoccare la freccia. Il ragazzo si precipita a soccorrere l'uomo e scopre che ha degli zoccoli al posto dei piedi. Alla fine il padre accetta che il ragazzo possa vedere sua figlia liberamente.
In Gran Bretagna e in Australia è stata trasmessa anche un'altra versione del video dove sono presenti alcune clip della band che si esibisce dal vivo. Questa versione è stata premiata con l'MTV2 Award agli MTV Video Music Awards 2005.

## Tracce

### CD singolo
1. Sugar, We're Goin Down – 3:51
2. The Music or the Misery – 3:27

### CD 1
1. Sugar, We're Goin Down (guitars down version) – 3:47
2. The Music or the Misery – 3:27

### CD 2
1. Sugar, We're Goin Down (album version) – 3:49
2. Dance, Dance (Patrick Stump Secret Agent Remix) – 4:02
3. Snitches and Talkers Get Stitches and Walkers – 2:50
4. Sugar, We're Goin Down (Video) – 3:49

### Vinile 7"
1. Sugar, We're Goin Down – 3:51
2. Nobody Puts Baby in the Corner (acoustic version) – 3:31

## Premi
| Anno                   | Evento                 | Premio          | Risultato |
| ---------------------- | ---------------------- | --------------- | --------- |
| 2005                   |                        |                 |           |
| MTV Video Music Awards | MTV2 Award             | Vincitore/trice |           |
| 2006                   |                        |                 |           |
| Kerrang! Awards        | Miglior video musicale | Vincitore/trice |           |
| Kerrang! Awards        | Miglior singolo        | Candidato/a     |           |

## Classifiche
| Classifica (2005–06)                     | Posizione massima |
| ---------------------------------------- | ----------------- |
| Europa (Eurochart Hot 100 Singles)       | 36                |
| Irlanda (IRMA)                           | 33                |
| Paesi Bassi (Single Top 100)             | 99                |
| UK Singles (The Official Charts Company) | 8                 |
| US Billboard Hot 100                     | 8                 |
| US Billboard Mainstream Top 40           | 6                 |
| US Billboard Modern Rock Tracks          | 3                 |
| US Billboard Adult Top 40                | 10                |
| US Billboard Pop 100                     | 6                 |
| US Billboard Digital Songs               | 2                 |

## Curiosità
- Il video è stato girato nella città di Margaretville, un villaggio tra le Catskill Mountains.
- Le corna del video, possono essere viste nel video del singolo What a Catch, Donnie del 2008.
- Nel 2011 la cantante Taylor Swift ha cantato tale brano in occasione del suo Speak Now Tour a Chicago.[7]